# 北海道道136号夕張新得線
北海道道136号夕張新得線（ほっかいどうどう136ごう ゆうばりしんとくせん）は、北海道夕張市と上川郡新得町を結ぶ主要地方道（北海道道）である。

## 概要
勇払郡占冠村内の赤岩トンネルから道東自動車道トマムICにかけての区間は、トマムIC開通に備え、札幌方面からICへのアクセス道路として整備された。
夕張市南部青葉町から先9.9 kmの区間は夕張シューパロダム建設に伴う付け替え工事が行われていたが、後述の通り事業中止の方針が示されたことから、今後全通する可能性は低くなった。
険しい山間部を抜けるルートであるため、未開通区間、未改良区間が存在する。

### 路線データ
- 起点：北海道夕張市南部東町（国道452号交点）
- 終点：北海道上川郡新得町4条南4丁目（国道38号交点）
- 総延長：103.901 km（夕張市 - 占冠村の未供用区間を含む）[1]
- 実延長：92.085 km[1]
- 重用延長：3.191 km[1]
- 未供用延長：8.625 km[1]
- 未舗装延長：43.577 km[1]

## 歴史
- 1993年（平成5年）5月11日 - 道道ニニウ夕張線・占冠穂別線の一部・占冠落合停車場線の一部・落合新得線が主要地方道夕張新得線に指定される[2]。
- 1994年（平成6年）4月1日 - 1099号として路線認定[3]。北海道道968号ニニウ夕張線、北海道道489号占冠落合停車場線、北海道道1073号落合新得線が廃止される[4]。
- 1994年（平成6年）10月1日 - 整理番号を136号に変更[5]。
- 2007年（平成19年）4月9日 - 赤岩トンネル開通[要出典]。
- 2010年（平成22年）5月21日 - 北海道の公共事業評価専門委員会で、夕張シューパロダム建設により付け替えられる区間について、地滑り対策等で当初予定より大幅に工事費が増額する可能性があることから工事を中止する方針が示された[6]。
- 2023年（令和5年）5月19日 - 北海道の公共事業評価専門委員会で、道東道の新得パーキングエリア建設により併設されるスマートインターチェンジに接続する区間について、新得町から南富良野町に至る路線を一部変更して整備する計画が審議された[7]。

## 路線状況

### 重複区間
- 北海道道610号占冠穂別線：占冠村ニニウ - 占冠村中央
- 国道237号：占冠村中央 - 占冠村占冠

### 未開通区間・自動車通行不能区間
- 夕張市南部青葉町 - 占冠村境界
- 空知郡南富良野町落合 - 新得町新得西4線

### 通行止め区間
2015年（平成27年）5月15日より、路肩欠落のため。
- 夕張市占冠村境界 - 占冠村ニニウ
- 占冠村ニニウ - 赤岩

### 道路施設
主な橋梁
- 夕張川：南部大橋（夕張市南部東町 - 夕張市南部青葉町）

主なトンネル
- 赤岩トンネル（2,115 m）
- 第二占冠トンネル（1,230 m）
- 占冠トンネル（417 m）

## 地理

### 通過する自治体
- 空知総合振興局
  - 夕張市
- 上川総合振興局
  - 勇払郡占冠村
  - 空知郡南富良野町
- 十勝総合振興局
  - 上川郡新得町

### 交差する道路
夕張市
- 国道452号 - 南部東町（起点）

占冠村
- 北海道道610号占冠穂別線 - ニニウ
- 国道237号 -中央、占冠

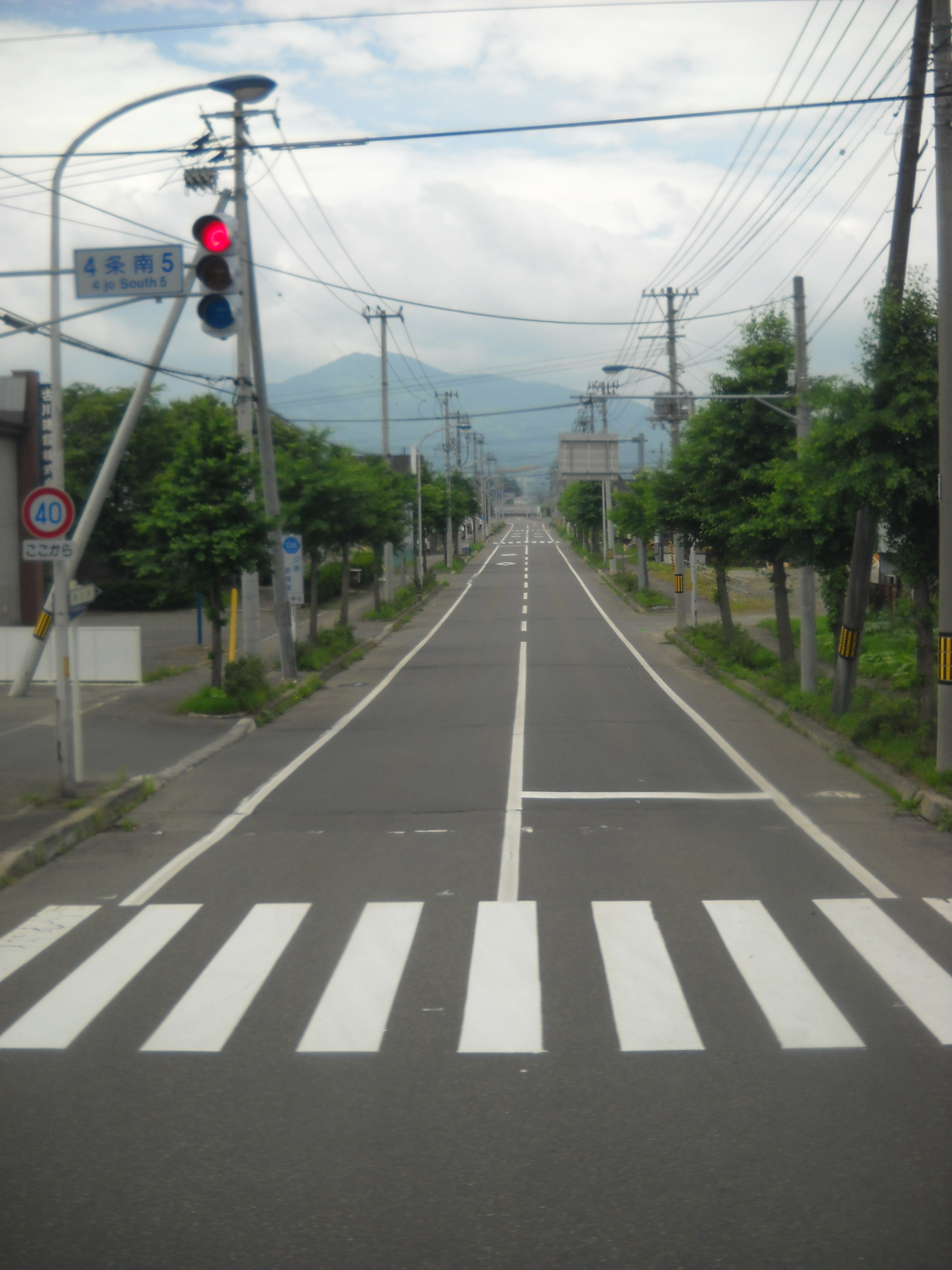
終点の様子

- 北海道道1030号石勝高原幾寅線 - 下トマム
- 北海道道1170号トマムインター線 - 上トマム

南富良野町
- 北海道道1117号落合停車場線 - 串内

新得町
- 国道38号 - 4条南4丁目（終点）

### 沿線にある施設など
夕張市
- 南大夕張郵便局

占冠村
- 占冠村ニニウキャンプ場
- レクリエーションの森
- 占冠保育所
- 占冠郵便局
- ふらの農業協同組合（JAふらの）占冠出張所
- 旭川信用金庫占冠出張所
- 占冠村運動公園
- JR北海道 石勝線
  - 占冠駅
  - トマム駅
- 星野リゾートトマムスキー場
- 占冠村立トマム中学校
- 胆振苫鵡簡易郵便局

新得町
- 新得町役場
- 北海道立総合研究機構農業研究本部畜産試験場